# Lola Blanc
Kandice Melonakos, plus connue sous son nom de scène Lola Blanc, est une actrice, chanteuse et modèle américaine née le 20 décembre 1987 à Augsbourg (Allemagne). En 2013,  Elle co-écrit le single Top 40 Ooh La La de Britney Spears,. 
Lola Blanc est apparu dans des séries télévisées comme American Horror Story: Hotel,, elle est également une contributrice pour le magazine Vice, ayant écrit sur un certain nombre de sujets, dont l'âgisme dans l'industrie de la musique et son expérience de croyance en une secte mormonne.

## Biographie
Née en Allemagne, elle grandit par la suite dans une ferme à Fremont (Michigan), puis en Utah et enfin dans une petite ville dans le désert Californien.
Lola Blanc a écrit des chansons en collaboration avec des auteurs-compositeurs tels que Sophie, Ammo, Fernando Garibay, Jimmy Harry, Jon Levine, etc.

## Filmographie

### Cinéma
- 2011 : The Lie : Fille aux yeux verts
- 2011 : Opus : Summer
- 2015 : Messina High : Bernice Leonard
- 2018 : Under the Silver Lake : Une épouse "Jésus et les fiancées de Dracula"
- 2018 : The Surrogate : Summer
- 2019 : Love Again (Endings, Beginnings) de Drake Doremus : La petite-amie de Frank

### Télévision
- 2011 : Books : Heather Arrowsmith
- 2016 : American Horror Story : Ashley
- 2016 : Life in Pieces : Une fille

### Courts-métrages
- 2009 : Lifehouse: Halfway Gone
- 2009 : A Brief History of Women : Sofia
- 2010 : Pull to Pieces : Rachel
- 2010 : If You Let Me : Danica
- 2010 : Love Is a Banquet : Darlene Love
- 2011 : LMFAO: Sexy and I Know It : Mirror Girl
- 2017 : Consent, Bro : Candy